# Operación Araña (1994)
La Operación Araña (en serbocroata: Operacija Pauk, Операција Паук) fue un esfuerzo combinado de la República Federal de Yugoslavia, la República Srpska y la República Serbia de Krajina para recuperar el territorio de la Provincia Autónoma de Bosnia Occidental, que era un aliado clave de los serbios. El gobierno central bosnio había invadido y tomado previamente el territorio. La operación terminó con una victoria serbia y la Provincia Autónoma de Bosnia Occidental siguió existiendo hasta la caída de su aliado clave, la República Serbia de Krajina, y el posterior fin de la guerra.